# Belagerung von Germanikeia
Frühe Schlachten
Mu'ta – Tabūk – Dathin – Firaz
Arabische Eroberung der Levante
Qartin – Bosra – Adschnadain – Mardsch ar-Rahit – Fahl – Damaskus – Mardsch ad-Dibadsch – Emesa – Jarmuk – Jerusalem – Hazir – Aleppo
Arabische Eroberung Ägyptens 
Heliopolis – Alexandria – Nikiou
Umayyadische Eroberung Nordafrikas
Sufetula – Vescera – Karthago
Umayyadidische Invasion Anatoliens
 und Konstantinopels
Eiserne Brücke – Germanikeia – 1. Konstantinopel – Sebastopolis – Tyana – 2. Konstantinopel – Nikäa – Akroinon
Arabisch-byzantinischer Grenzkrieg
Kamacha – Kopidnadon – Krasos – Anzen und Amorion – Mauropotamos – Lalakaon – Bathys Ryax
Sizilien und Süditalien
1. Syrakus – 2. Syrakus – Feldzüge des Maniakes
Byzantinischer Gegenschlag
Marasch – Raban – Andrassos – Feldzüge des Nikephoros Phokas – Feldzüge des Johannes Tzimiskes – Orontes – Feldzüge Basileios’ II. – Azaz
Seeoperationen
Phoinix – Muslimische Eroberung Kretas – Thasos – Damiette – Thessalonike – Byzantinische Rückeroberung Kretas
Die Belagerung von Germanikeia oder Marasch wurde von Truppen des islamischen Kalifats im Jahr während ihrer Invasion im Jahr 638 durchgeführt. Die Stadt ergab sich ohne großes Blutvergießen. Der Feldzug in Anatolien war der letzte des berühmten arabischen Generals Chālid ibn al-Walīd.

## Hintergrund
Den Muslimen war 636 in der Schlacht am Jarmuk ein vollständiger Sieg gelungen, ein Versuch des oströmischen Kaisers Herakleios zur Rückeroberung der Provinz Syria scheiterte. Da ihm kaiserliche Truppen für weitere Feldzüge fehlten rief er christliche Araber aus Mesopotamien zu Hilfe. Diese belagerten das an die Muslime gefallene Emesa im Sommer 638. Die Muslime verlegten sich auf eine defensive Strategie, die zur Schlacht von Emesa führte. Alle Garnisonen aus den besetzten Städten in Syrien wurden bei Emesa konzentriert. Die christlichen Araber mussten sich zurückziehen, als eine weitere muslimische Armee aus dem Irak ihren Sitz in Mesopotamien angriff. Während sie den Rückmarsch antreten fiel ihnen die muslimische Kavallerie unter Chālid ibn al-Walīd in den Rücken, wodurch sie zerstreut wurden. Kalif Umar befahl dann eine Invasion Mesopotamiens, das in wenigen Monaten erobert wurde. Sobald das westliche Mesopotamien erobert war, schrieb Abū ʿUbaida ibn al-Dscharrāh einen Brief an Umar und bat diesen, Ayadh bin Ghanam, der ebenfalls im Westen Mesopotamiens einen Feldzug führte, seinem Befehl zu unterstellen, damit er ihn auf Raubzüge nach Anatolien schicken konnte. Umar stimmte zu.

## Belagerung
Im Herbst 638 schickte Abu Ubaidah mehrere Abteilungen, davon zwei unter dem Kommando von Chālid ibn al-Walīd und Ayadh um das oströmisch beherrschte Anatolien bis nach Tarsus im Westen zu plündern. Chalids Hauptangriffsziel war Germanikeia (Arabisch: Marasch), das am Fuße des Taurusgebirges liegt. Spät im Jahr 638 begann seine Armee mit der Belagerung der Stadt, die von einer Garnison bemannt war. Da sie keine Hilfe von Kaiser Herakleios erhoffen konnte, ergab sich die Garnison zu den üblichen Bedingungen, die die Schonung der Bevölkerung bei Zahlen der Dschizya beinhalteten. Die Muslime konnten sich allerdings den gesamten Besitz der Unterlegenen aneignen.

## Folgen
Die Muslime kehrten mit einer großen Zahl von Reichtümern beladen nach Chalkis in Syrien zurück. Da der Kalif nach diesem neuerlichen erfolgreichen Feldzug die Popularität Chalids fürchtete entließ er diesen aus dem Oberbefehl seiner Streitkräfte in Syrien. Anstatt eine (wahrscheinlich erfolgreiche) Revolte gegen Umar zu beginnen gehorchte der Feldherr und setzte sich in Emesa zur Ruhe, wo er 642 starb.